# オズワルド・ヴェブレン
オズワルド・ヴェブレン（Oswald Veblen, 1880年6月24日 - 1960年8月10日）は、アメリカの数学者。 専門は幾何学。ヴェブレン階層などで知られる。

## 人物
『有閑階級の理論』などで知られる経済学者ソースティン・ヴェブレンの甥として、アイオワ州ディコーラに生まれる。
1898年、アイオワ大学で学士号取得後、1900年にはハーヴァード大学でも学士号を取得。その後シカゴ大学大学院で学び、1903年にイライアキム・ムーアの指導のもと博士号を取得した。以後、1905年から1932年までプリンストン大学数学部で教え、この間にジェームズ・アレキサンダー、アロンゾ・チャーチ、J・H・C・ホワイトヘッドら多くの弟子を育てた。1910年には教授に就任。第一次世界大戦に際しては軍務につき、少佐の階級を帯びて弾道計算に携わった。
1923年から1924年にかけてはアメリカ数学会会長を務め、数学に対する研究助成増額のために奔走。1929年にはプリンストン大学数学部の建物となる「ファイン・ホール」の建設が計画されたが、このとき建物のデザインに関して、数学者間の交流を重視したヴェブレンのアイデアが大きく取り入れられることになった。1932年、プリンストン高等研究所の立ち上げに参画し、自身も同研究所教授に就任。第二次世界大戦中はコンピュータ「ENIAC」の開発にも参加した。
ヴェブレンは射影幾何、トポロジー、微分幾何の分野において多大な業績を残し、特に微分幾何における仕事は相対論の研究にも大きな影響を与えた。1933年に弟子のJ・H・C・ホワイトヘッドと共同で書かれた『微分幾何学の基礎』は、微分可能多様体の定義を初めて与えたものとして知られている。また、1905年にはジョルダン曲線定理を証明したことでも有名。
死の翌年の1961年には、ヴェブレンの長年にわたる数学界への貢献を讃え、オズワルド・ヴェブレン幾何学賞が創設された。